# مضلع منتظم

مضلع منتظم سباعي الأضلاع.

في الهندسة الإقليدية، المضلع المنتظم (بالإنجليزية: Regular polygon) هو كل مضلع بسيط جميع زواياه متساوية في القياس. من الممكن أن يكون المضلع المنتظم محدباً أو نجمياً، النجمة الخماسية مثالا.
كون أضلاع متعدد أضلاع متساويةً في القياس لا يجعمل منه متعدد أضلاع منتظم، بل يجعل منه مضلعا متساوي الأضلاع. الصنفان مختلفان. المعين على سبيل المثال، هو رباعي أضلاع متساوي الأضلاع وليس بمضلع منتظم.

## خصائص عامة
هذه الخصائص تنطبق على المضلعات المحدبة والنجمية:
- جميع رؤوس المضلع المنتظم تقع على محيط دائرة تسمى دائرة محيطة. بتعبير آخر، إنهن تشتركن في دائرة. وبتعبير ثالث، المضلع المنتظم هو مضلع دائري.
- قياس أي زاوية داخلية في مضلع منتظم ذي n ضلعاً هو: {\displaystyle (n-2)\times 180^{\circ } \over n\!}
- لكل مضلع منتظم دائرة محاطة داخله تمس مضلعاته في منتصفاتهن. المضلع المنتظم هو مضلع مماسي.
- من الممكن إنشاء مضلع منتظم له n ضلع باستخدام إنشاءات الفرجار والمسطرة إذا وفقط إذا كانت عوامل عدد أضلاعه الفردية والأولية هي أعداد فيرما. انظر إلى مضلع قابل للإنشاء.
- للمضلع المنتظم عدد أضلاعه يساوي n تناظر دوراني من الرتبة .

### التماثل
انظر إلى زمرة التماثل.

## المضلعات المنتظمة المحدبة

### الزوايا
| عدد الأضلاع       | قياس الزاوية الداخلية                              | مجموع قياسات الزوايا الداخلية              |
| ----------------- | -------------------------------------------------- | ------------------------------------------ |
| {\displaystyle n} | {\displaystyle (n-2)\times 180^{\circ } \over n\!} | {\displaystyle (n-2)\times 180^{\circ }\!} |
| {\displaystyle 1} | {\displaystyle -180^{\circ }}                      | {\displaystyle -180^{\circ }}              |
| {\displaystyle 2} | {\displaystyle 0^{\circ }}                         | {\displaystyle 0^{\circ }}                 |
| {\displaystyle 3} | {\displaystyle 60^{\circ }}                        | {\displaystyle 180^{\circ }}               |
| {\displaystyle 4} | {\displaystyle 90^{\circ }}                        | {\displaystyle 360^{\circ }}               |
| {\displaystyle 5} | {\displaystyle 108^{\circ }}                       | {\displaystyle 540^{\circ }}               |
| {\displaystyle 6} | {\displaystyle 120^{\circ }}                       | {\displaystyle 720^{\circ }}               |
| {\displaystyle 7} | {\displaystyle 900^{\circ } \over 7}               | {\displaystyle 900^{\circ }}               |
| {\displaystyle 8} | {\displaystyle 135^{\circ }}                       | {\displaystyle 1080^{\circ }}              |
| {\displaystyle 9} | {\displaystyle 140^{\circ }}                       | {\displaystyle 1260^{\circ }}              |
| 10                | {\displaystyle 144^{\circ }}                       | {\displaystyle 1440^{\circ }}              |

### الأقطار
من أجل n>2، عدد الأقطار هو {\displaystyle {\frac {n(n-3)}{2}}} ، يمكن رسم {\displaystyle n-3} قطر من كل رأس، تقسم الأقطار من الرأس الواحد المضلع إلى {\displaystyle n-2} مثلث.

### المساحة
| عدد الأضلع | المساحة عندما يساوي الضلع واحدا s=1                    | المساحة عندما يساوي الضلع واحدا s=1 | المساحة عندما يساوي شعاع الدائرة المحيطة واحدا R=1      | المساحة عندما يساوي شعاع الدائرة المحيطة واحدا R=1 | المساحة عندما يساوي شعاع الدائرة المحيطة واحدا R=1          | المساحة عندما تساوي المسافة الفاصلة بين مركز المضلع وأحد أضلعه واحدا a=1 | المساحة عندما تساوي المسافة الفاصلة بين مركز المضلع وأحد أضلعه واحدا a=1 | المساحة عندما تساوي المسافة الفاصلة بين مركز المضلع وأحد أضلعه واحدا a=1 |
| عدد الأضلع | قيمة دقيقة                                             | قيمة مقربة                          | قيمة دقيقة                                              | قيمة مقربة                                         | Approximate as fraction of circumcircle area                | قيمة دقيقة                                                               | قيمة مقربة                                                               | Approximate as fraction of incircle area                                 |
| ---------- | ------------------------------------------------------ | ----------------------------------- | ------------------------------------------------------- | -------------------------------------------------- | ----------------------------------------------------------- | ------------------------------------------------------------------------ | ------------------------------------------------------------------------ | ------------------------------------------------------------------------ |
| n          | {\displaystyle {\tfrac {n}{4}}\cot {\tfrac {\pi }{n}}} |                                     | {\displaystyle {\tfrac {n}{2}}\sin {\tfrac {2\pi }{n}}} |                                                    | {\displaystyle {\tfrac {n}{2\pi }}\sin {\tfrac {2\pi }{n}}} | {\displaystyle n\tan {\tfrac {\pi }{n}}}                                 |                                                                          | {\displaystyle {\tfrac {n}{\pi }}\tan {\tfrac {\pi }{n}}}                |
| 3          | √3/4                                                   | 0.433012702                         | 3√3/4                                                   | 1.299038105                                        | 0.4134966714                                                | 3√3                                                                      | 5.196152424                                                              | 1.653986686                                                              |
| 4          | 1                                                      | 1.000000000                         | 2                                                       | 2.000000000                                        | 0.6366197722                                                | 4                                                                        | 4.000000000                                                              | 1.273239544                                                              |
| 5          | 1/4√25+10√5                                            | 1.720477401                         | 5/4√(5+√5)/2                                            | 2.377641291                                        | 0.7568267288                                                | 5√5-2√5                                                                  | 3.632712640                                                              | 1.156328347                                                              |
| 6          | 3√3/2                                                  | 2.598076211                         | 3√3/2                                                   | 2.598076211                                        | 0.8269933428                                                | 2√3                                                                      | 3.464101616                                                              | 1.102657791                                                              |
| 7          |                                                        | 3.633912444                         |                                                         | 2.736410189                                        | 0.8710264157                                                |                                                                          | 3.371022333                                                              | 1.073029735                                                              |
| 8          | 2+2√2                                                  | 4.828427125                         | 2√2                                                     | 2.828427125                                        | 0.9003163160                                                | 8(√2-1)                                                                  | 3.313708500                                                              | 1.054786175                                                              |
| 9          |                                                        | 6.181824194                         |                                                         | 2.892544244                                        | 0.9207254290                                                |                                                                          | 3.275732109                                                              | 1.042697914                                                              |
| 10         | 5/2√5+2√5                                              | 7.694208843                         | 5/2√(5-√5)/2                                            | 2.938926262                                        | 0.9354892840                                                | 2√25-10√5                                                                | 3.249196963                                                              | 1.034251515                                                              |
| 11         |                                                        | 9.365639907                         |                                                         | 2.973524496                                        | 0.9465022440                                                |                                                                          | 3.229891423                                                              | 1.028106371                                                              |
| 12         | 6+3√3                                                  | 11.19615242                         | 3                                                       | 3.000000000                                        | 0.9549296586                                                | 12(2-√3)                                                                 | 3.215390309                                                              | 1.023490523                                                              |
| 13         |                                                        | 13.18576833                         |                                                         | 3.020700617                                        | 0.9615188694                                                |                                                                          | 3.204212220                                                              | 1.019932427                                                              |
| 14         |                                                        | 15.33450194                         |                                                         | 3.037186175                                        | 0.9667663859                                                |                                                                          | 3.195408642                                                              | 1.017130161                                                              |
| 15         |                                                        | 17.64236291                         |                                                         | 3.050524822                                        | 0.9710122088                                                |                                                                          | 3.188348426                                                              | 1.014882824                                                              |
| 16         | 4 (1+√2+√2 (2+√2)                                      | 20.10935797                         | 4√2-√2                                                  | 3.061467460                                        | 0.9744953584                                                | 16 (1+√2)(√2 (2-√2)-1)                                                   | 3.182597878                                                              | 1.013052368                                                              |
| 17         |                                                        | 22.73549190                         |                                                         | 3.070554163                                        | 0.9773877456                                                |                                                                          | 3.177850752                                                              | 1.011541311                                                              |
| 18         |                                                        | 25.52076819                         |                                                         | 3.078181290                                        | 0.9798155361                                                |                                                                          | 3.173885653                                                              | 1.010279181                                                              |
| 19         |                                                        | 28.46518943                         |                                                         | 3.084644958                                        | 0.9818729854                                                |                                                                          | 3.170539238                                                              | 1.009213984                                                              |
| 20         | 5 (1+√5+√5+2√5)                                        | 31.56875757                         | 5/2 (√5-1)                                              | 3.090169944                                        | 0.9836316430                                                | 20 (1+√5-√5+2√5)                                                         | 3.167688806                                                              | 1.008306663                                                              |
| 100        |                                                        | 795.5128988                         |                                                         | 3.139525977                                        | 0.9993421565                                                |                                                                          | 3.142626605                                                              | 1.000329117                                                              |
| 1000       |                                                        | 79577.20975                         |                                                         | 3.141571983                                        | 0.9999934200                                                |                                                                          | 3.141602989                                                              | 1.000003290                                                              |
| 10,000     |                                                        | 7957746.893                         |                                                         | 3.141592448                                        | 0.9999999345                                                |                                                                          | 3.141592757                                                              | 1.000000033                                                              |
| 1,000,000  |                                                        | 79577471545                         |                                                         | 3.141592654                                        | 1.000000000                                                 |                                                                          | 3.141592654                                                              | 1.000000000                                                              |

## المضلعات القابلة للإنشاء
بعض المضلعات المنتظمة قابلة للإنشاء بالمسطرة والفرجار بسهولة وبعضها غير قابل للإنشاء بالمسطرة والفرجار بتاتا، سباعي الأضلع مثالا.
علم علماء الرياضيات الإغريق كيفية إنشاء مضلعات منتظمة عدد أضلاعهن الثلاثة والأربعة والخمسة، كما علموا إنشاء مضلع منتظم عدد أضلاعه ضعف عدد أضلاع مضلع منتظم معلوم. أدى بهم ذلك إلى طرح السؤال التالي:
هل جميع المضلعات المنتظمة قابلة للإنشاء مهما كان عدد أضلاعهن ؟ وإذا كان الجواب بالنفي، فما هن المضلعات القابلة للإنشاء وما هن المضلعات غير ذلك ؟
في عام 1796، برهن كارل فريدريش غاوس على قابلية إنشاء مضلع منتظم عدد أضلاعه سبعة عشر. بعد ذلك بخمس سنوات طور نظرية المعروفة باسم الدورة الغاوسية في كتابه استفسارات حسابية. هذه النظرية مكنته من إعطاء شرط كاف لقابلية الإنشاء وهو كما يلي:
يكون مضلع منتظم عدد أضلاعه يساوي n قابلا للإنشاء بالفرجار والمسطرة إذا كان عدد أضلاعه هذا جداءا لقوة ما لاثنين من جهة وعدد معين من أعداد فيرما الأولية، مختلفةً عن بعضها البعض من جهة ثانية (بما في ذلك الحالة حيث يكون عددهن مساويا للصفر).
على سبيل المثال، 17 هو عدد أولي لفيرما، 1 هو قوة لاثنين من الدرجة الصفر. هذا جعل مضلعا منتظما عدد أضلاعه سبعة عشر قابلا للإنشاء.
على سبيل المثال الثاني، 8 هو قوة لاثنين من الدرجة الثالثة. هذا يجعل من ثماني أضلاع منتظم قابلا للاإنشاء بالمسطرة والبركار (الحالة حيث يكون عدد أعداد فيرما الأولية في الجداء المذكور أعلاه مساويا للصفر).